# Anput
Anput také Input, Inpewt a Yineput je staroegyptská bohyně pohřbů a mumifikace. Je manželkou boha Anupa který je též bohem mumifikace a pohřebnictví a matkou bohyně Kebechet. Samotné její jméno (jnpwt) je odvozeno koncovkou -t pro ženský rod od jejího manžela Anupa (jnpw).
Dvojí zobrazování Chonsuovo (mumie dítěte či muž se sokolí hlavou)
Je zobrazována jako žena s podstavcem na hlavě na kterém leží šakal, velmi zřídka jako žena s hlavou šakala.
Je také bohyní 17. nomu Horního Egypta.